# Cardiodactylus kraussi
Cardiodactylus kraussi är en insektsart som beskrevs av Otte, D. 2007. Cardiodactylus kraussi ingår i släktet Cardiodactylus och familjen syrsor. Inga underarter finns listade i Catalogue of Life.